# Ramiro Otero Lugones
Ramiro Otero Lugones (Sorata, Bolivia; 9 de noviembre de 1928 - La Paz, 11 de febrero de 2013) fue un abogado, intelectual, escritor y comunista boliviano.
Fue un defensor de los derechos humanos e idealista boliviano, fue militante y uno de los fundadores del Partido Comunista de Bolivia, también fue docente en la Facultad de Derecho de la Universidad Mayor de San Andrés, posteriormente ocupó el cargo de Decano de dicho centro académico y en su gestión fue el fundador de la carrera de Ciencias Políticas, luego llegó a ocupar el cargo de Rector interino de la Universidad Mayor de San Andrés en la que llegó a darle el doctor honoris causa al expresidente cubano Fidel Castro, cumpliendo el mandato rectoral de esta universidad a pesar de que en los años 60 en un Congreso del Partido Comunista en La Habana acusó a Fidel Castro de llevar a los comunistas bolivianos a un fracaso seguro con la guerrilla del Che. Esto llevó a que no solo fuera perseguido por la dictadura militar de aquel momento en Bolivia, sino también por algunos militantes castristas hasta sus últimos días.
En la década de los años 80 fue miembro de dirección de la Asamblea Permanente de Derechos Humanos en Bolivia, junto al Padre Tumiri.
Participó junto a otros profesionales Bolivianos en la elaboración del Anteproyecto de Ley de Nacionalización de los Hidrocarburos (presentado por la UMSA a la Cámara de Senadores) pocos años antes de que el presidente Evo Morales se posesionara en el poder.
En 2011 y 2012 ocupó la presidencia de la ONG ambientalista Fobomade.
Ramiro Otero murió en su casa de La Paz el 11 de febrero del 2013 a causa de un paro cardíaco.

## Biografía
Hijo de Alicia Lugones y Armando Otero.
Ramiro Otero nació en el pueblo de Sorata que se encuentra en los valles de la provincia de Larecaja, en el departamento de La Paz, se crio en la ciudad de La Paz en el seno de una familia numerosa de clase media intelectual, en la que su padre era ingeniero agrónomo e industrial y su madre ama de casa. Su infancia fue particularmente influenciada por la carrera de ingeniero de su padre y debido a esto; él viajaba mucho a los yungas paceños, ya que en aquella región su padre poseía una fábrica de ron llamado "Pucam".
Él estudió sus primeros años en el colegio jesuita "La Salle" de La Paz pero posteriormente se cambió de escuela y concluyó sus estudios escolares en el extinto colegio "España" de dicha ciudad. En estos últimos años él ganó una beca para ir a realizar sus estudios superiores en la Universidad de Chile.

## Juventud
Llegó a la ciudad de Santiago de Chile e ingresó a la Facultad de Derecho de la Universidad de Chile y también ingresó al Instituto Pedagógico de la Universidad de Chile, en aquello lugares se destacó por su ávido manejo conceptual del conocimiento y su juicio lógico a los hechos que acontecieron a lo largo de su vida, también allí se fue rápidamente influenciando por el aire socialista y marxista que estaba presente entre la juventud universitaria Chilena de aquel momento. Entre los jóvenes que fueron sus compañeros de carrera destacan los exministros chilenos; José Tohá (ex ministro de Régimen Interior y Defensa), Clodomiro Almeyda (ex ministro de Relaciones Exteriores) y Jacques Chonchol (ex ministro de Agricultura), todos fueron ministros del expresidente chileno Salvador Allende. Durante aquel período llegó a conocer en persona al famoso escritor chileno Pablo Neruda y al mismo expresidente chileno Salvador Allende.
Posteriormente, por razones personales regresó a Bolivia y allí egresó de la Universidad Técnica de Oruro e hizo su maestría en Derecho Penal de la Universidad de La Habana y en la Facultad de Derecho de la Universidad Mayor de San Andrés.
Posteriormente, él conoce y contrae matrimonio con Bertha Valle Alarcon, de profesión Artista Plástica, hija del exjefe de la oficina de Divisas del Banco Central de Bolivia.

## Inicio en la Política
Después de terminar sus estudios universitarios, fundó el Partido Comunista de Bolivia junto con otros militantes del ex Partido de Izquierda Revolucionaria, entre algunos nombres están; Sergio Almaraz Paz, José Pereyra, Víctor Hugo Líbera, Mario Monje Molina, Jorge Ovando Sanz y Néstor Taboada. Ellos también tuvieron un papel importante en la Revolución de 1952 en Bolivia.
Debido a su fuerte ideología marxista y tener el cargo de Secretario General del Partido Comunista de Bolivia; Ramiro Otero tuvo mucho contacto con la ex Unión Soviética y allí; realizó cursos de idioma ruso, dio un discurso en el Congreso del Partido Comunista de la Unión Soviética frente a Nikita Jrushchov que ocupó el cargo de Primer Secretario Soviético,  y también formó parte de una delegación que viajó a China Popular en las que estuvo en presencia de Mao Zedong.
Ramiro Otero Lugones, una figura notable en el Partido Comunista de Bolivia (PCB), se desempeñó como responsable de la comisión de prensa y miembro de la comisión política del comité central. Durante su tiempo en el partido, Otero fue conocido por su independencia y tendencia a actuar unilateralmente, como se evidencia en un comunicado de prensa emitido en 1968 sin la aprobación de los órganos dirigentes.

## Vida en los gobiernos militares
Luego, en 1963 se proclamó en el poder el general René Barrientos Ortuño mediante un golpe de Estado al ex Presidente Hernán Siles Zuazo y también fue el precursor de la Doctrina de seguridad nacional en Bolivia creada por los Estados Unidos para desintegrar de forma implacable todos los movimientos de izquierda o denominados "subversivos" en Latinoamérica. Ramiro Otero durante este gobierno se vio perseguido por su militancia en el Partido Comunista de Bolivia y por la "supuesta" cercanía de este con el movimiento guerrillero proclamado por Ernesto Guevara, pese a que, el guerrillero Argentino no fue apoyado por tal partido político. 
Posteriormente, desde 1965 hasta 1968 vivió en la República Checa y allá ocupó el cargo de editor en la revista internacional comunista otazku miruv socialismus para la publicación en español. Después de su estadía en Praga, Ramiro Otero regresó a Bolivia y abogó por una reconstrucción de la verdad histórica para mejorar la imagen del partido, una postura que le ganó simpatía entre los jóvenes. Sin embargo, sus críticas a la dirección del Partido Comunista de Bolivia y a la influencia cubana. Dichas críticas se materializaron en el comunicado de prensa emitido por él el 5 de julio de 1968 en el que comparó la derrota de la guerrilla de Ñancahuazú comandada por Che Guevara con la derrota de Napoleón en Waterloo. Dicho comunicado fue publicado sin consultar con ningún organismo dirigente del partido como una reacción a inmediata al conocer El Diario del Che y, en particular, la "Introducción Necesaria" de Fidel Castro, en los que Ramiro Otero junto con Mario Monje y otros miembros del partido son tildados de traidores a la guerrilla. Al día siguiente, Jorge Kolle Cueto, dirigente máximo del PCB, emitió otro comunicado desautorizando a Otero y declarando que sus opiniones no reflejaban el criterio de la dirección del partido. Ante esto, Ramiro Otero fue expulsado del partido y del que no volvería a ser miembro. No obstante, Otero siguió escribiendo bajo el seudónimo de Benjamín Méndez, criticando la táctica guerrillera y promoviendo una acción partidaria independiente.
El 21 de agosto de 1971, llegó al poder el general Hugo Banzer Suárez, durante aquel período Ramiro Otero fue presidente del Colegio de Abogados de La Paz y fundó la confederación de profesionales, con esos puestos denunciaba los delitos de aquel gobierno dictatorial por aquello también fue víctima de la Operación Cóndor.
En 1976, debido al peligro que corrían él y su familia por la inminente subida al poder del dictador argentino Jorge Rafael Videla, tuvieron que regresar a La Paz, y allí ejerció la cátedra de Sociología en la Facultad de Derecho de la Universidad Mayor de San Andrés.
En 1980 subió al poder el dictador Luis García Meza, durante aquel gobierno Ramiro Otero colaboró como periodista en el periódico Aquí del padre español Luis Espinal Camps que fue torturado y asesinado por la dictadura, debido al periódico que él publicaba para denunciar las atrocidades de aquel gobierno de facto. Ramiro Otero realizó un habeas corpus para denunciar esta atrocidad pero eso le costó haber sido perseguido, ser objeto de un atentado bomba en aquel periódico del que se salvó, fue torturado y fue tomado preso por el ejército boliviano. A consecuencia de las torturas quedó inválido durante dos años y luego de 5 años logró caminar en forma normal. Posteriormente se instauró nuevamente la democracia con la organización de unas elecciones por parte del gobierno del general Guido Vildoso Calderón.

## Gestión en la Universidad Mayor de San Andrés
Ramiro Otero ocupó el cargo de docente universitario en la que posteriormente llegó a ser Decano de la Facultad de Derecho de la Universidad Mayor de San Andrés y durante su gestión fundó la carrera de Ciencias Políticas de dicho centro académico. Durante dicha carrera, se destaca su activa y su liderazgo en importantes comisiones y proyectos dentro de la Universidad Mayor de San Andrés, subrayando su contribución significativa en el campo de la educación superior y la reforma universitaria en Bolivia.
Luego, llegó a ser Rector interino durante las elecciones del Rectorado de aquella Universidad, tuvo la oportunidad de darle el doctor honoris causa al expresidente cubano Fidel Castro en 1989.
Ramiro Otero hizo varias contribuciones académicas como autor de trabajos relacionados con el derecho procesal penal. Entre algunos trabajos, se hace referencia a su obra "Corrientes modernas que disciplinan las medidas cautelares" y a "Alternativas y Procedimientos Abreviados". Estas menciones destacan su contribución en el ámbito del derecho, particularmente en lo que respecta a medidas cautelares y procedimientos en el sistema penal.

## Últimos años
En 2002 se jubiló como Rector emérito de la Universidad Mayor de San Andrés.
Posteriormente se dedicó a creación de libros sobre Derecho y trabajó como abogado hasta el último de sus días.
También, en un principio llegó a ser colaborador del gobierno de Evo Morales pero se vio decepcionado, al igual que muchos bolivianos, debido a la distorsión de los ideales socialistas y con él algunos califican de populismo directamente relacionado con actividades ilegales con las que dicho gobierno estaría, supuestamente, involucrado.
También fue presidente de la ONG ambiental "Fobomade" durante las gestiones 2011 y 2012, allí encabezó la "VIII Marcha" indígena por la defensa del TIPNIS y en contra de la acción determinacíon del gobierno boliviano en la que se construiría una carretera para que atravesar este territorio sin tomar en cuenta el impacto ambiental y faltando a los derechos de sus habitantes, y además, según él, velando por intereses de algunos sectores "cocaleros" e inversiones extranjeras. En marzo de 2012, inicia la demanda con el representante indígena Pedro Nuny por la promulgación de la Ley N.º 222, ante el Tribunal de Justicia del Estado Plurinacional del gobierno de Evo Morales, contra la inconstitucionalidad de esta ley No 222 que había sido elaborada, para habilitar la construcción de la Carretera San Ignacio de Moxos Villa Tunari, dentro el TIPNIS (parque nacional Isiboro - Secure). El 8 de mayo del 2012, una demanda fue presentada por Ramiro Otero Lugones como presidente de Fobomade junto a líderes indígenas del TIPNIS para denunciar los abusos a los derechos humanos en contra de la gente de esta marcha cometidos por el estado Boliviano. Dicha demanda fue admitida por la Comisión Interamericana de Derechos Humanos (CIDH) en julio de 2020.
Finalmente, denunció la falta de protección a los Derechos Humanos de las víctimas durante las dictaduras militares por parte del Gobierno de Evo Morales , dejando sin efecto las normas dictadas para defender los derechos de aquellas personas, y que además, fueron dictadas por la Comisión Interamericana de Derechos Humanos y  por la Constitución Política del Estado Plurinacional de Bolivia. Su solicitud de ley para el resarcimiento de daños sufridos durante las dictaduras fue rechazado por el Ministerio de Justicia del Estado Plurinacional de Bolivia, en febrero de 2006, que le motivó la realización del reclamo internacional (junto con otras víctimas) ante la Comisión Interamericana de Derechos Humanos CIDH en julio de 2006. 
Ramiro Otero murió en su casa de La Paz el 11 de febrero del 2013 a causa de un paro cardíaco.
En febrero de 2016, la Comisión Interamericana de Derechos Humanos CIDH, admite el reclamo y se espera el fallo favorable, para su reconocimiento como víctima de la dictadura y del cumplimiento de la Ley 2640 aun pendiente, desde febrero de 2006, por parte del Estado Plurinacional de Bolivia.

## Publicaciones
Él realizó muchas publicaciones en periódicos paceños, en las que mencionó hechos políticos y sociales, luego también realizó apuntes y recopilaciones para la Universidad de Buenos Aires. También publicó libros de Derecho, entre los que destacan:
- Medidas Cautelares en Derecho Penal; tomos I y II.
- Derecho Procesal Civil.
- Ley oo7.